# Mitsuke, Niigata
Mitsuke (tiếng Nhật: 見附市 Mít-xu-khe) là một thành phố thuộc tỉnh Niigata, Nhật Bản.